# Holly Brooks

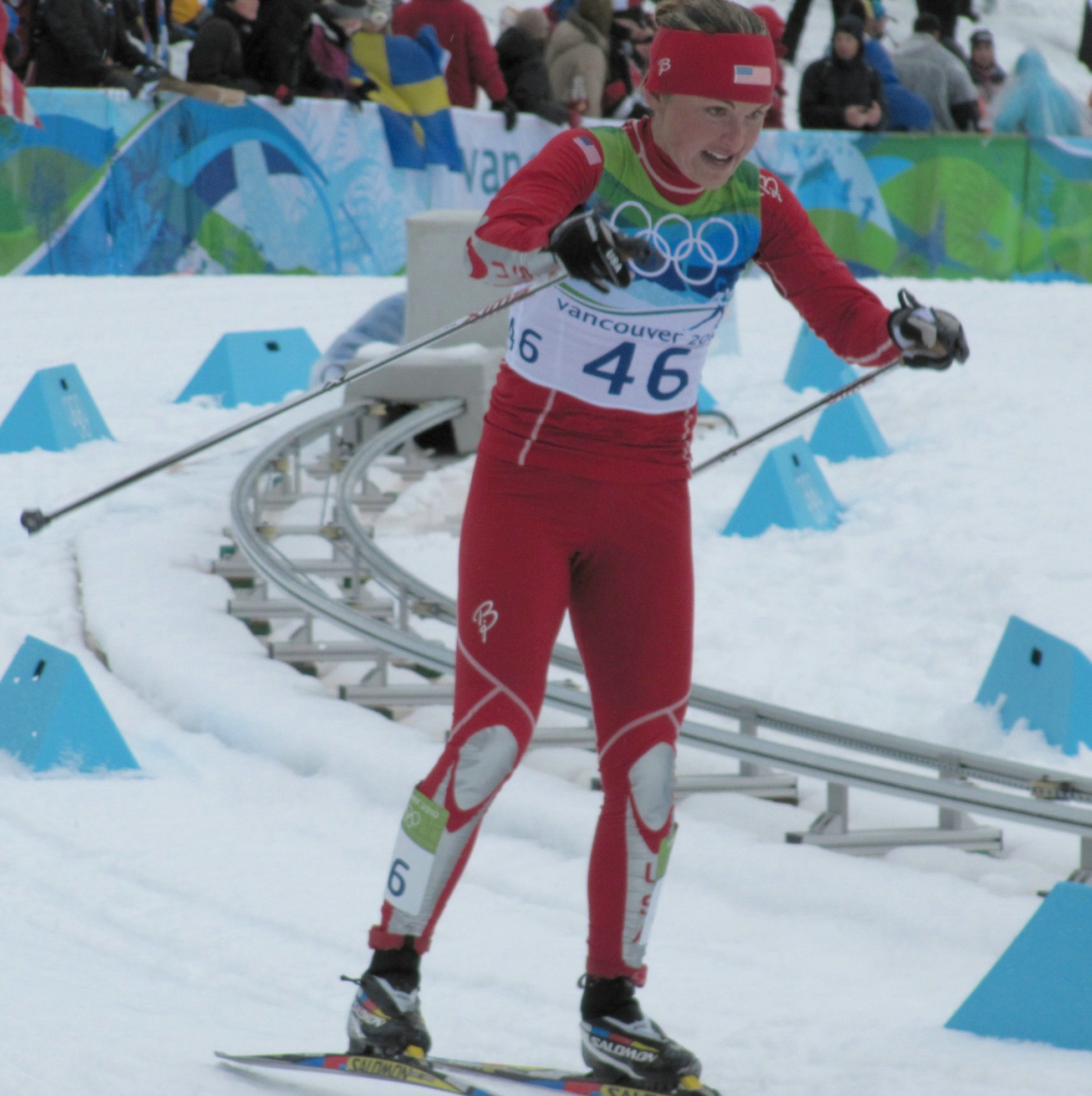
Brooks under OS i Vancouver 2010.

Holly Brooks, född den 17 april 1982 i Seattle, är en amerikansk längdåkare. Efter att i flera år tävlat på college-nivå debuterade hon på världscupen under februari 2010 i Canmore. Senare samma månad deltog hon i Olympiska vinterspelen 2010. Brooks bästa individuella placering i OS kom i loppet över 30 kilometer, 36:a, men tillsammans med det amerikanska laget på 4x5 km kom största framgången under spelen i och med en 12:e plats. 